# Vědecké, technické a ekonomické informace
Vědecké, technické a ekonomické informace, zkráceně VTEI byl princip řízení specializovaných knihovních služeb do roku 1989. Formálně byl zahájen dne 17. července 1959 na základě usnesení vlády ČSR č. 606/1959 o organizaci a řízení technických a ekonomických informací. Současně usnesením vlády č. 565 ze 3. července 1959 bylo uloženo Státnímu výboru pro rozvoj techniky (SVRT), aby spolu se Státní plánovací komisí (SPK), Státním výborem pro výstavbu, ministerstvem financí, ministerstvem státní kontroly, ČSAV a Státním úřadem statistickým vypracoval zásady pro činnost ministerstev ohledně řízení technického rozvoje.
Vedením VTEI byl pověřen Státní výbor pro rozvoj techniky (SVRT, pozdějšího FMTIR a Státní komise pro vědeckotechnický a investiční rozvoj).
V roce 1966 vzniklo Ústředí vědeckých, technických a ekonomických informací (ÚVTEI) sloučením ÚTEIN, STK a odboru VTEI a propagandy Státní komise pro techniku. O rok později bylo v ÚVTEI zahájeno řešení komplexního výzkumného úkolu Výzkum systému VTEI v ČSSR a v roce 1968 vznikla Komise pro normalizaci v oboru VTEI a knihovnictví.